# Ethno-Jazz

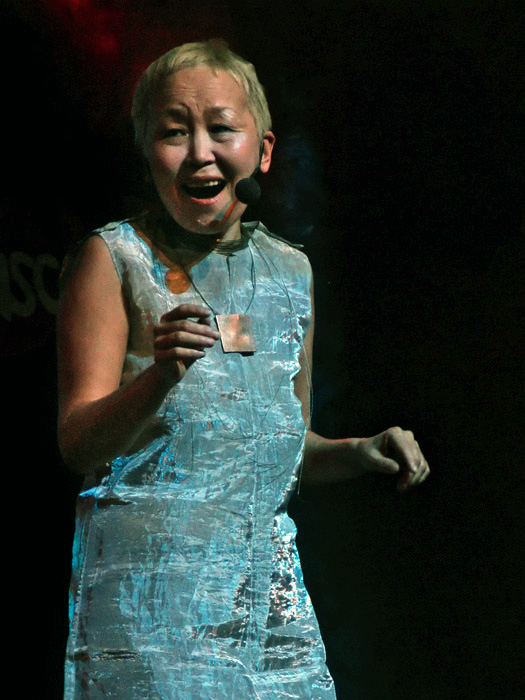
Sainkho Namtchylak

Ethno-Jazz ist ein zunächst in den 1980er Jahren von den Medien aufgebrachter und in seinem Bedeutungsgehalt recht unscharfer Begriff zur Bezeichnung von Bereichen des Jazz, die entweder Elemente ethnischer Musiken verarbeiten oder aber durch die Zusammenarbeit von Jazzmusikern mit Vertretern anderer Musikkulturen gekennzeichnet sind.
Ethno-Jazz wird zeitweilig gleichgesetzt mit World Music oder diese (besonders in der Zeit vor 1990) als sein Vorläufer angesehen. Der Begriff bezeichnet zunächst das Zusammenkommen von (Popular-)Musik und Jazz aus nicht- bzw. teil-industrialisierten Ländern. Er ist analytisch wenig entfaltet, sondern dient primär der Vermarktung dieser Musik in Industrieländern wie den USA und Europa.
Der Begriff „Ethno“ (von Ethnologie) wird dabei in einem eher metaphorischen „weiten“ Sinn verstanden und kann in der Regel nicht auf eine spezifische Ethnie bezogen werden. Kennzeichnend ist vielmehr das Fehlen von klar definierten Stilen und die Gleichzeitigkeit von verschiedenen Formalsystemen. Eigenständige Bedeutung erreicht der Ethno-Jazz ab etwa 1990 mit einsetzender Globalisierung und später weltweitem Internet sowie vor allem kommerziellen Erfolgen von Ethno-Bands und -Musikern. Bedeutend werden aus US-amerikanischer und europäischer Sicht Interpreten aus Schwellenländern, besonders aus den neuen globalen Wachstumszentren Südostasiens und der Volksrepublik Chinas.

## Entwicklung
In zahlreichen globalen Regionen wie Indien, Lateinamerika oder Afrika entstand schon vor diesem Zeitpunkt entsprechende Musik. Als Beispiele sind die Entstehung des Jazz durch die teilweise belegbare musikalische Wechselwirkung zwischen New Orleans und der Karibik, der Afro Cuban Jazz der 1940er/1950er, arabische Einflüsse im Jazz der 1950er und frühen 1960er, indische und balinesische Einflüsse in der Musik Don Cherrys und im Rockjazz der 1970er und die Bedeutung der südafrikanischen Kwelamusik in der britischen Jazzszene aufgrund der Begegnungen mit Chris McGregor oder Louis Moholo zu nennen. Andererseits hat Jazzmusik bereits seit den 1930ern die Musik in zahlreichen Ländern Asiens,  Afrikas und Lateinamerikas verändert. Hier ist für die 1950er die Kwelamusik Südafrikas ebenso zu nennen wie für die 1960er Mulatu Astatkes Verschmelzung von westlichem Jazz, lateinamerikanischer Musik und traditioneller äthiopischer Musik oder Gato Barbieris Synthese aus freiem Jazz, argentinischer und brasilianischer musica popular. In Schweden besann sich Jan Johansson auf die Folkmusik seiner Heimat und legte 1964 das dort extrem erfolgreiche Album Jazz på svenska vor. Der indo-britische Komponist und Geiger John Mayer, der zunächst klassische abendländische Kunstmusik mit indischer Musik fusionierte, spielte 1965 mit Joe Harriott seine Indo-Jazz Fusions mit einem Sitarspieler ein.

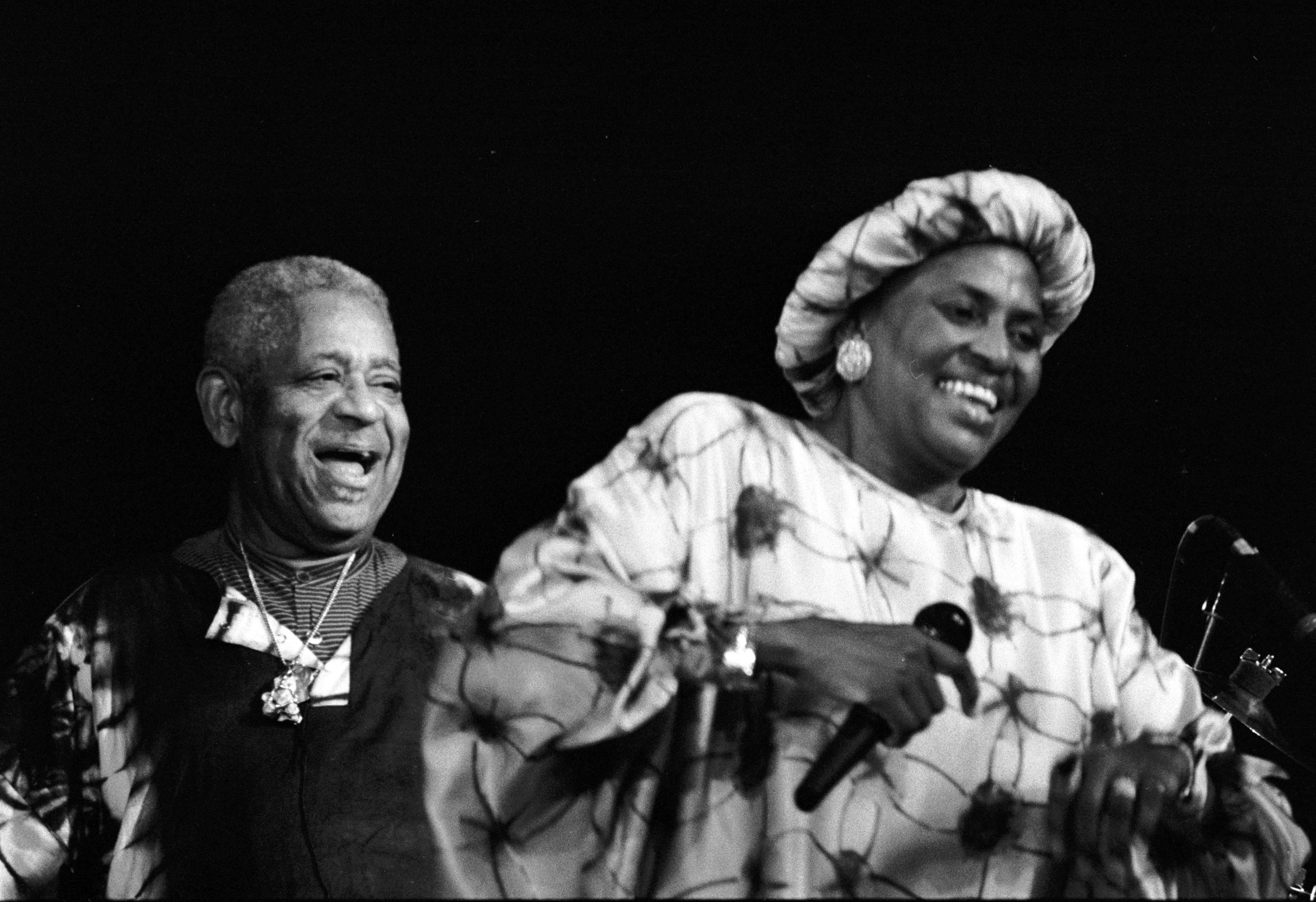
Miriam Makeba und Dizzy Gillespie (1991)

Teilweise unabhängig von diesen Entwicklungen versuchten Musikproduzenten wie Joachim Ernst Berendt bereits seit den 1960ern, einen direkten Crossover dadurch herzustellen, dass sie unter dem Motto Jazz meets the world musikalische Begegnungen von Musikern aus einzelnen Ländern des Südens mit Jazzmusikern herstellten. Diese Begegnungen funktionierten insbesondere dann, wenn sich die Jazzmusiker auf die Tonsprachen der entsprechenden Musiken einließen. Hier sind die Begegnungen von Tony Scott mit den Indonesian All Stars um Bubi Chen oder von John Handy (und ähnlich auch von Charlie Mariano) mit indischen Musikern besonders hervorzuheben, aber auch das Zusammenspiel von Ornette Coleman mit den marokkanischen Meistermusikern aus Joujouka: Coleman „hatte ein Thema gefunden, eine Art Riff, das ein perfektes Bindeglied zwischen seinem Idiom und dem ihren war, und indem er beim Spielen dirigierte, gelang es ihm, um dieses Riff herum eine ganze Symphonie wechselnder Texturen zu weben. Und er entwickelte das Stück in drei Sätzen, so dass es eine reiche formale Symmetrie hatte.“
Ethno-Jazz bedeutet besonders ab den 1990er Jahren zwar Jazz gemäß US-amerikanischer und europäischer Auffassung, aber durchsetzt mit typischen musikalischen Merkmalen nicht-vorherrschender Kulturen. Dies sind zum einen musikalische Traditionen nicht-nordamerikanischer und nicht-europäischer Regionen, besonders der heutigen südostasiatischen und chinesischen Wachstumszentren. Dies können aber auch lange randständige europäische Traditionen, wie etwa die der Saami, der Roma, der Sinti oder auch alpiner Bevölkerungsgruppen („Alpenfusion“) sein oder aber Traditionen der US-amerikanischen Ureinwohner, wie sie in den Stücken von Jim Pepper beispielhaft mit der Jazzidiomatik verbunden wurden.

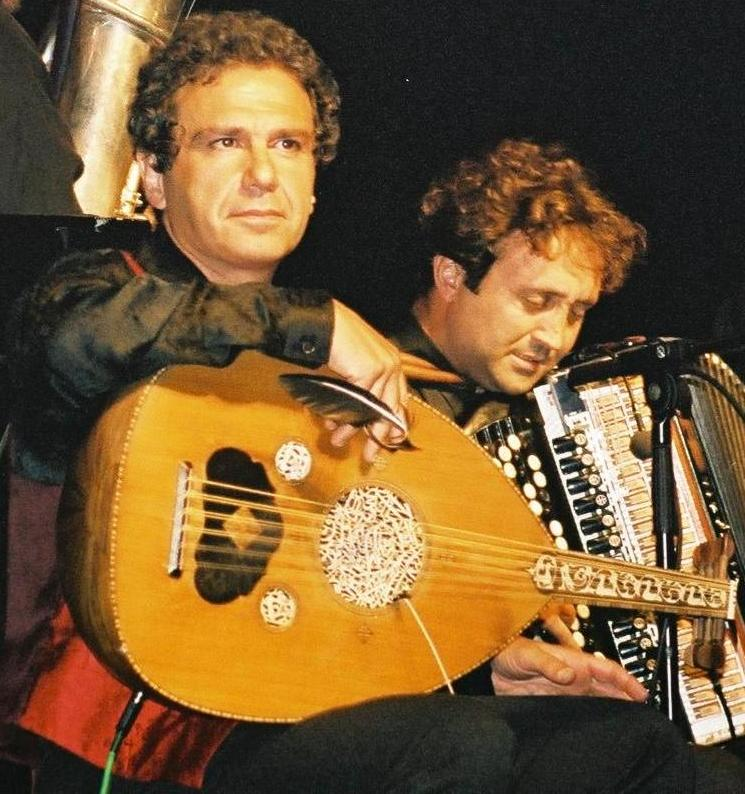
Rabih Abou-Khalil und Luciano Biondini

Oberflächlich (aus US-amerikanischer und europäischer Sicht) erscheint Ethno-Jazz manchmal gar nicht als Jazz, weil einerseits die Themen aus anderem Tonmaterial sind, andererseits auch ursprünglich charakteristische Elemente des Jazz wie der Swing fehlen. Auch treten neben jazzgeprägte Improvisationen solche, die auf jazzfremden, ethnischen Skalen und Metren und Intervallsprüngen beruhen. Dies ist etwa in der Musik von Rabih Abou-Khalil, von Sainkho Namtchylak, von Nguyên Lê, von Adrian Gaspar, von Nana Simopoulos oder von Dino Saluzzi deutlich festzustellen. Möglicherweise fehlt neben der musikalischen Analyse derzeit noch ein geeigneter Wertmaßstab, um genau bestimmen zu können, wann es sich um Ethno-Jazz handelt und wann nicht.